# 913th Airlift Group
Il 913th Airlift Group è un gruppo associato della Air Force Reserve Command, inquadrato nella Twenty-Second Air Force. Il suo quartier generale è situato presso la Little Rock Air Force Base, in Arkansas.

## Missione
Il Gruppo non dispone di propri velivoli, ma è associato al 19th Airlift Wing, Air Mobility Command, al quale fornisce personale per l'addestramento e la manutenzione per i suoi C-130J.

## Organizzazione
Attualmente, al settembre 2017, esso controlla:
- 913th Airlift Group Staff
- 327th Airlift Squadron
- 913th Operations Support Squadron
- 913th Maintenance Squadron
- 96th Aerial Port Squadron
- 913th Force Support Squadron
- 913th Aerospace Medical Squadron